# Paragymnopleurus planus
Paragymnopleurus planus là một loài bọ cánh cứng trong họ Bọ hung (Scarabaeidae).